# Mica (okręg Kluż)
Mica – wieś w Rumunii, w okręgu Kluż, w gminie Mica. W 2011 roku liczyła 642 mieszkańców.